# 뉴어크 리버티 국제공항역
뉴어크 리버티 국제공항역(Newark Liberty International Airport Station) (뉴어크 국제공항역(Newark International Airport Station)이라고도 부름) 미국 뉴저지주 뉴어크에 위치한 노스이스트 코리더(NEC)의 철도역이다.  이 역은 공항의 터미널과 주차 구역을 연결하는 에어트레인 모노레일을 통해 뉴어크 리버티 국제공항(EWR)까지 갈수 있다. 본 역은 뉴저지 트랜싯(NJT)의 노스이스트 코리더선과 노스 저지 코스트선, 암트랙의 노스이스트 리저널과 키스톤 서비스 열차가 운행된다. 도시의 데이튼 주거지역에 위치한 이 역에는 보행자 접근, 버스 운행, 주차 시설 또는 하차 구역이 없다.

## 역 구조 및 운행

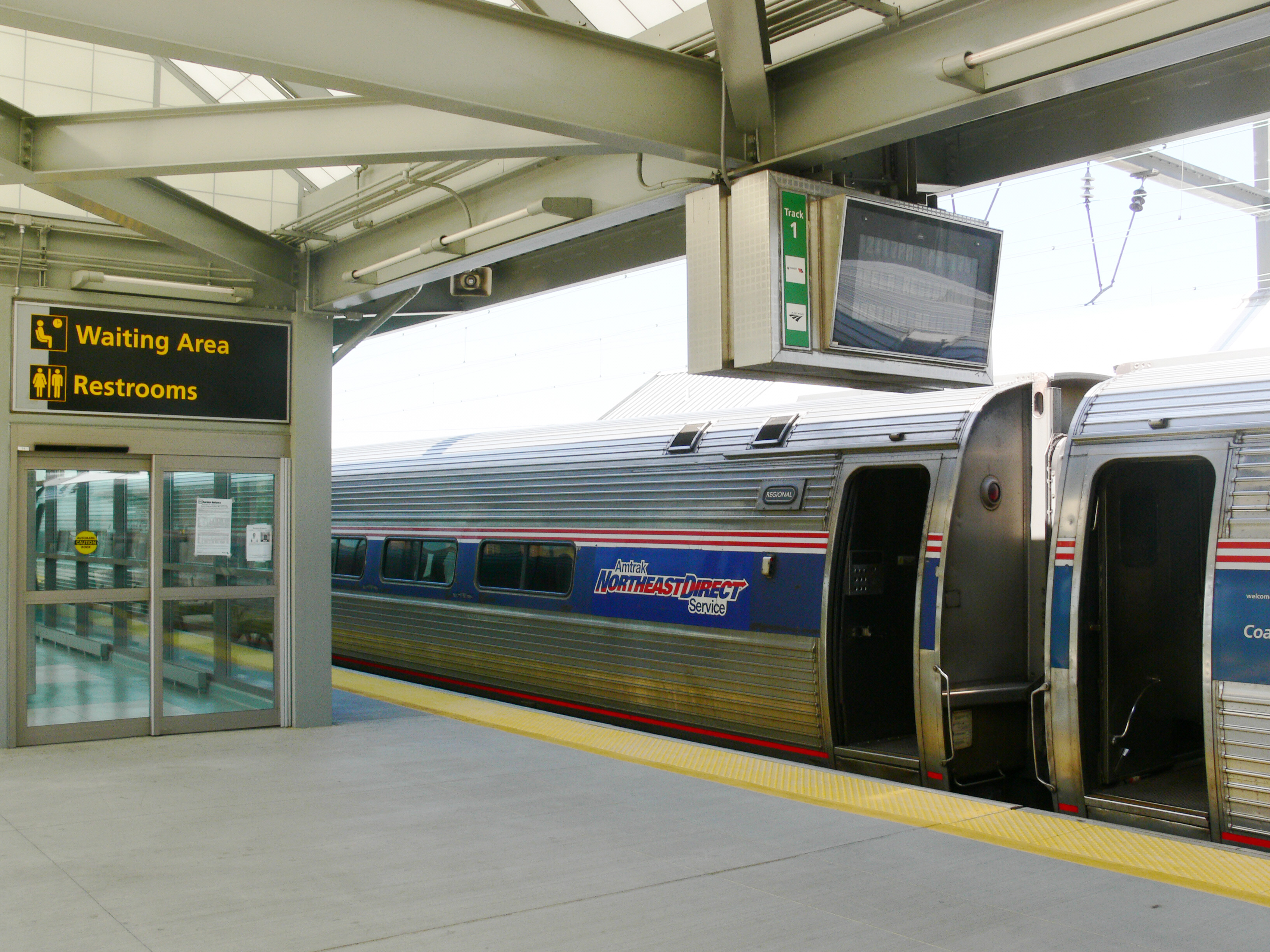
2007년 역에 정차한 암트랙 "노스이스트 리저널" 열차

### 노스이스트 코리더
NEC에서는 뉴어크의 펜역까지 6분 소요되며, 저지시티, 호보컨, 로어맨해튼 행의 포트 오소리티 트랜스 허드슨(PATH)과 뉴어크 경전철 및 지역 버스와 환승된다. 뉴욕의 펜역은 롱아일랜드 철도 및 뉴욕 지하철과 환승되며 22~25분 소요된다. 트렌턴 행은 31~50분 소요, 필라델피아 행은 59~67분 소요된다. NJT 지역 열차는 뉴저지 북부와 메트로 노스 철도의 웨스트 오브 허드슨(West of Hudson) 서비스의 다른 뉴저지 트랜싯 철도 사업부 통근자가 이용할 수있는 세카우커스 정션(Secaucus Junction)에서 정차한다.

### 에어트레인 뉴어크
노스이스트 코리더와 에어트레인 뉴어크 사이를 환승하는 승객은, 요금을 지불하고 5.50 달러의 추가 요금을 지불해야 한다. 이 추가 요금은 일반적으로 승차권 가격에 포함되어 있으며, 출발지 또는 목적지로 역이 있는 NJT 티켓의 자기 줄무늬(** EWR **로 표시)로 표기된다. 뉴어크 공항을 출발지 또는 목적지로 하지 않는 월정기권 소지자는 11세 이하 어린이의 요금을 지불해야한다. 에어트레인과 NEC 승강장 사이에는 암트랙 직원 티켓 카운터가 있다. 현장에 NJ 트랜싯 직원이 있지만 승객은 NJT 서비스 요금 징수처의 양쪽에 티켓 자동 판매기(TVM)를 사용해야한다.

### 승강장 구조
NJ 트랜싯 열차는 일반적으로 바깥쪽 승강장에서 정차하는 반면, 암트랙 열차는 일반적으로 안쪽 승강장에서 정차한다. 승강장이 없는 한가운데의 선로들은 NJ 트랜시 급행 열차뿐만 아니라, 여기에서 무정차 통과하는 암트랙 서비스 (아셀라 익스프레스, 일부 노스이스트 리저널 및 키스톤 열차 및 모든 장거리 서비스)에서 자주 사용된다.
| M                   | 대합실             | 노스이스트 코리더 및 에어트레인과 연결 |
| P NEC 승강장        | 5번 선로           | ← NJT 노스이스트 코리더선 라흐웨이, 저지 애비뉴 또는 트렌턴 방면 (노스 엘리자베스 또는 엘리자베스) ← NJT 노스 저지 코스트선 사우스 앰보이, 롱브랜치 또는 베이 헤드 방면 (노스 엘리자베스 또는 엘리자베스) |
| P NEC 승강장        | 섬식 승강장        | |
| P NEC 승강장        | 4번 선로           | ← 암트랙 노스이스트 리저널 노던 버지니아 방면 (메트로파크) ← 암트랙 키스톤 급행 열차 해리스버그 방면 (메트로파크)                                                                                         |
| P NEC 승강장        | 3번 선로           | ← NJT 노스이스트 코리더선, 노스 저지 코스트선 PM 익스프레스 무정차 통과 ← 암트랙 노스이스트 코리더 무정차 통과                                                                                            |
| P NEC 승강장        | 2번 선로           | ← 암트랙 노스이스트 코리더 무정차 통과 → ← NJT 노스이스트 코리더선, 노스 저지 코스트선 AM 익스프레스 무정차 통과 →                                                                                        |
| P NEC 승강장        | 1번 선로           | ← 암트랙 키스톤 급행 열차 뉴욕 방면 (뉴어크-펜역) → ← 암트랙 노스이스트 리저널 보스턴 방면 (뉴어크-펜역) →                                                                                                |
| P NEC 승강장        | 섬식 승강장        | |
| P NEC 승강장        | A 선로             | ← NJT 노스이스트 코리더선 뉴욕 방면 (뉴어크-펜역) → ← NJT 노스 저지 코스트선 호보컨 또는 뉴욕 방면 (뉴어크-펜역) →                                                                                        |
|                     | 운행 없음          | ← 여객 운행 없음 → |
| 운행 없음           | ← 여객 운행 없음 → | |
| P 에어트레인 승강장 | 2번 선로           | ← 에어트레인 뉴어크 터미널 방면 (4번 주차장) |
| P 에어트레인 승강장 | 섬식 승강장        | |
| P 에어트레인 승강장 | 1번 선로           | ← 에어트레인 뉴어크 터미널 방면 (4번 주차장) |